# Anke de Vries
Anke de Vries (Sellingen -Groningen-, 5 de diciembre de 1936) es una escritora holandesa de literatura infantil y juvenil. En sus casi 50 años de trayectoria literaria ha escrito más de 80 libros y ha obtenido diversos premios en su país.

## Biografía
Vivió la mayor parte de su infancia y primera juventud en Harskamp, en la provincia holandesa de Veluwe. Tras graduarse en el instituto de Ede, empezó a viajar y visitó Grecia y Francia, entre otros destinos. En 1957 se casó con el pintor francés Laurent Félix-Faure y vivió con él durante años en varios países. Tras residir en Pakistán se trasladaron a La Haya en 1963 y desde entonces vive y trabaja entre Francia y Holanda. De Vries completó un curso intensivo de escritura creativa y comenzó su carrera literaria en 1972 con la novela Las alas de Wouter Pannekoek. Después escribió libros para niños que estaban aprendiendo a leer y libros de texto, para continuar dedicándose más intensamente a la literatura infantil y juvenil. En 1992 publicó su libro más conocido, Blauwe Plekken ("Puntos azules"; de esta novela no existe traducción en español), centrada en el maltrato infantil. En su trayectoria ha publicado más de 80 libros siempre dentro de la literatura infantil y juvenil. En los últimos años, y a pesar de no tener formación artística, comenzó a pintar collages y ha realizado diversas exposiciones de sus trabajos pictóricos.
Ha sido galardonada con la Pluma de Plata (Premio Nacional del Libro de Holanda) y ha recibido una mención en la Lista de Honor del Premio Europeo de Literatura Juvenil. Sus obras se han traducido a quince idiomas.

## Estilo literario
Su narrativa juvenil se ocupa principalmente de los problemas de la infancia y la adolescencia, el miedo al rechazo, la discriminación y el maltrato, siempre con jóvenes protagonistas. Asimismo, a menudo emplea elementos detectivescos que guían la trama y el pasado cobra bastante importancia. Por lo general, la acción de estas novelas está ambientada en Holanda y Francia.
En cuanto a su narrativa infantil, suele estar protagonizada por animales como la ratoncita Grisela o la cerdita Vivi y trata temas como la seguridad en uno mismo, la autoestima y la amistad.

## Obra publicada en español

### Literatura infantil
- La Biblia contada a los niños. Ed. Marfil (1988)
- Un ladrón debajo de la cama. Ed. SM (2002)
- ¡Feliz cumpleaños Vivi! Ed. Fondo de Cultura Económica (2003)
- Grisela. Ed. Kalandraka (2017)

### Literatura juvenil
- Belledone, habitación 16. Ed. SM (1977)
- Mi calle. Ed. La Galera (1985)
- El pasado quedó atrás. Ed. SM (2002)[6]
- Cómplice. Ed. SM (2005)[9]